# Rioni
El Rioni (en georgià: რიონი, Rioni, i en grec: Φᾶσις, Phasis o Fasis) és un riu de Geòrgia que neix al Caucas, a la regió de Ratxa-Letxkhumi i Kvemo Svanètia, creua les regions de la Dvalètia i l'Imerècia i desaigua al mar Negre prop de Poti. És el tercer riu més llarg de Geòrgia.